# سباستین ده سوزا
سباستین ده سوزا (انگلیسی: Sebastian de Souza؛ زادهٔ ۱۹ آوریل ۱۹۹۳) هنرپیشه، فیلم‌نامه‌نویس، تهیه‌کننده فیلم اهل انگلستان است. وی از سال ۲۰۰۷ میلادی تاکنون مشغول فعالیت بوده‌است.
از فیلم‌ها یا برنامه‌های تلویزیونی که وی در آن نقش داشته‌است می‌توان به اسکینز، پلاستیک، و کودکان عاشق اشاره کرد.